# 噶勒桑·其纳格
嘎樂桑·齊納葛（标音德語：[ˈɡalzan ˈtʃʰɪnak]，汉语拼音字母：Qinaagiin Galsan，蒙古語發音：[ˈtʃʰinɑːɡiːŋ ˈɢɑɮsəŋ]，羅馬化：Irgit Şınıkay oğlu Çuruk-Uvaa；1944年2月26日—），生于蒙古巴彦乌列盖省，以德语寫作的蒙古图瓦作家。

## 生平
齊納葛生于西蒙古阿尔泰山，是名图瓦萨满的夭子。1962年至1968年，齊納葛在东德莱比锡马克思大学主修德语，完成關於德國作家施特里馬特的論文。毕业后在蒙古国立大学担任德语教师。 1976年，由于“政治上不可信”，齊納葛的教师證遭吊销。他继续十二个小时的工作，往返蒙古4所大学之间。1980年，36岁的齊納葛獲诊断出心脏病。之後康復，齊納葛将康復归功于“萨满力量”與充足的運動。 
齊納葛與家人今居住在蒙古首都乌兰巴托。此外，齊納葛前往德语国家和欧洲各地进行朗诵活動，詩歌追求接近西蒙古草原上图瓦人的根源。除了写作之外，齊納葛还是少数民族图瓦人運动家，从事萨满治疗。 

## 作品
- 1981 《圖瓦故事與其他短篇》（Eine tuwinische Geschichte und andere Erzählungen）
- 1993 《它的結束》（Das Ende des Liedes）
- 1994 《藍天》（Der blaue Himmel）
- 1995 《二十一天》（Zwanzig und ein Tag）
- 1996 《我永不馴服你》（Nimmer werde ich dich zähmen können）
- 1997 《第十七日》（Der siebzehnte Tag）
- 1999 《綠地》（Die graue Erde）
- 1999 《狼與母狗》（Der Wolf und die Hündin）
- 2000 《白山》（Der weiße Berg）
- 2001 《歌的結尾》（Das Ende des Liedes）
- 2002 《露與草》（Tau und Gras）
- 2004 《偷來的孩子》（Das geraubte Kind）
- 2005 《我的阿爾泰》（Mein Altai – Erzählungen）
- 2007 《成吉思汗的九個夢》（Die neun Träume des Dschinghis Khan）
- 2008 《返回》（Die Rückkehr）
- 2012 《黃金與塵土》（Gold und Staub） (Gold and Dust)
- 2013 《人、女人、羊、孩子》（Der Mann, die Frau, das Schaf, das Kind）

### 註腳
1. ↑  . Prisma.   [2020-06-30]. （原始内容存档于2020-07-02） （德语）.
2. ↑  Knittel, Von Anton Philipp. . literaturkritik.de.   [2020-06-30] （德语）.
3. ↑  Knittel, Von Anton Philipp. . literaturkritik.de.   [2020-06-30]. （原始内容存档于2022-09-30） （德语）.
4. ↑  . 德國之聲. 2003-02-04  [2024-11-06]. 其中外貌最不尋常的是蒙古部落頭人奇那哥(Galsan Tschinag)，他曾在德國生活多年併發表了德文書作。
5. ↑  Hacken, Richard.  (PDF). . 2004  [2024-11-06]. （原始内容存档 (PDF)于2015-01-06）.
6. ↑  Prinzing, Marlies. . Berlin: Ullstein. 2010. ISBN 978-3-548-74493-3.
7. ↑  Holtgrewe, Ursula. . www.noz.de. 9 October 2018  [2020-06-30]. （原始内容存档于2020-07-02）.